# Marcel Sobottka
Marcel Sobottka (Gelsenkirchen, Renania del Norte-Westfalia, Alemania, 25 de abril de 1994) es un futbolista alemán. Juega de centrocampista y su equipo es el Fortuna Düsseldorf de la 2. Bundesliga alemana.

## Trayectoria
Sobottka fichó por el Fortuna Düsseldorf en 2015, proveniente del Schalke 04. Debutó en la 2. Bundesliga el 22 de agosto de 2015 en la derrota por 1-2 contra el SC Friburgo. Luego de obtener el título de la 2. Bundesliga 2017-18 con el club, el jugador renovó su contrato en junio de 2017 hasta 2022.

## Selección nacional
Sobottka jugó un encuentro amistoso contra Polonia sub-20 con la selección de Alemania sub-20 en 2013.

## Estadísticas
Actualizado al último partido disputado el 20 de diciembre de 2024.
| Club                                      | Div.          | Temporada     | Liga  | Liga  | Copas nacionales(1) | Copas nacionales(1) | Copas internacionales | Copas internacionales | Total | Total |
| Club                                      | Div.          | Temporada     | Part. | Goles | Part.               | Goles               | Part.                 | Goles                 | Part. | Goles |
| ----------------------------------------- | ------------- | ------------- | ----- | ----- | ------------------- | ------------------- | --------------------- | --------------------- | ----- | ----- |
| FC Schalke 04 II · Alemania               | 4.ª           | 2013-14       | 27    | 0     | ―                   | ―                   | ―                     | ―                     | 27    | 0     |
| FC Schalke 04 II · Alemania               | 4.ª           | 2014-15       | 14    | 1     | ―                   | ―                   | ―                     | ―                     | 14    | 1     |
| FC Schalke 04 II · Alemania               | Total club    | Total club    | 41    | 1     | 0                   | 0                   | 0                     | 0                     | 41    | 1     |
| Fortuna Düsseldorf II · Alemania          | 4.ª           | 2015-16       | 7     | 0     | ―                   | ―                   | ―                     | ―                     | 7     | 0     |
| Fortuna Düsseldorf · Alemania             | 2.ª           | 2015-16       | 15    | 0     | 1                   | 0                   | ―                     | ―                     | 16    | 0     |
| Fortuna Düsseldorf · Alemania             | 2.ª           | 2016-17       | 28    | 3     | 2                   | 2                   | ―                     | ―                     | 30    | 5     |
| Fortuna Düsseldorf · Alemania             | 2.ª           | 2017-18       | 32    | 4     | 2                   | 0                   | ―                     | ―                     | 34    | 4     |
| Fortuna Düsseldorf · Alemania             | 1.ª           | 2018-19       | 14    | 0     | 1                   | 0                   | ―                     | ―                     | 15    | 0     |
| Fortuna Düsseldorf · Alemania             | 1.ª           | 2019-20       | 18    | 0     | 3                   | 0                   | ―                     | ―                     | 21    | 0     |
| Fortuna Düsseldorf · Alemania             | 2.ª           | 2020-21       | 32    | 5     | 2                   | 0                   | ―                     | ―                     | 34    | 5     |
| Fortuna Düsseldorf · Alemania             | 2.ª           | 2021-22       | 23    | 0     | 1                   | 0                   | ―                     | ―                     | 24    | 0     |
| Fortuna Düsseldorf · Alemania             | 2.ª           | 2022-23       | 25    | 2     | 3                   | 0                   | ―                     | ―                     | 28    | 2     |
| Fortuna Düsseldorf · Alemania             | 2.ª           | 2023-24       | 15    | 0     | 3                   | 0                   | ―                     | ―                     | 18    | 0     |
| Fortuna Düsseldorf · Alemania             | 2.ª           | 2024-25       | 10    | 0     | 1                   | 0                   | ―                     | ―                     | 11    | 0     |
| Fortuna Düsseldorf · Alemania             | Total club    | Total club    | 212   | 14    | 19                  | 2                   | 0                     | 0                     | 231   | 16    |
| Fortuna Düsseldorf II · Alemania          | 4.ª           | 2024-25       | 1     | 0     | ―                   | ―                   | ―                     | ―                     | 1     | 0     |
| Fortuna Düsseldorf II · Alemania          | Total club    | Total club    | 8     | 0     | 0                   | 0                   | 0                     | 0                     | 8     | 0     |
| Total carrera                             | Total carrera | Total carrera | 261   | 15    | 19                  | 2                   | 0                     | 0                     | 280   | 17    |
| (1) Incluye datos de la Copa de Alemania. |               |               |       |       |                     |                     |                       |                       |       |       |

## Palmarés

### Títulos nacionales
| Título        | Club               | País     | Año     |
| ------------- | ------------------ | -------- | ------- |
| 2. Bundesliga | Fortuna Düsseldorf | Alemania | 2017-18 |